# Benwick
Benwick – wieś w Anglii, w hrabstwie Cambridgeshire, w dystrykcie Fenland. Leży 35 km na północ od miasta Cambridge i 111 km na północ od Londynu. W 2001 miejscowość liczyła 860 mieszkańców.